# Yuta Narawa
Yuta Narawa (奈良輪 雄太 Narawa Yuta?, Kanagawa, 29 de agosto de 1987) es un exfutbolista japonés que jugaba como centrocampista.

## Trayectoria

### Clubes
| Club                 | País  | Año       |
| -------------------- | ----- | --------- |
| Sagawa Shiga FC      | Japón | 2010-2012 |
| Yokohama F. Marinos  | Japón | 2013-2015 |
| Shonan Bellmare      | Japón | 2016-2018 |
| Tokyo Verdy (cedido) | Japón | 2018      |
| Tokyo Verdy          | Japón | 2019-2023 |